# Dark Horse (George-Harrison-Lied)
Dark Horse (englisch Dunkles Pferd [wörtlich]; Der Überraschungssieger oder Die unbekannte Größe [sinngemäß]) ist ein Lied des britischen Musikers George Harrison, das 1974 als Titelstück seines gleichnamigen Albums auf Apple Records veröffentlicht wurde. Das Stück kam in Nordamerika im November 1974 als Vorabsingle des Albums auf den Markt und erreichte Platz 15 in den Billboard Hot 100. Im Vereinigten Königreich war Dark Horse Harrisons erste Single, die keine Platzierung in den britischen Singlecharts erzielen konnte. Harrison verwendete den Namen ebenfalls für sein im Mai 1974 gegründetes Plattenlabel Dark Horse Records, und seine 1974er Nordamerika-Tournee mit Ravi Shankar lief unter der Bezeichnung Dark Horse Tour.
Eine frühe Aufnahme, die bereits 1973 mit Ringo Starr am Schlagzeug entstanden war, schaffte es nicht aufs Album. Die offiziell veröffentlichte Version wurde während der Proben für die 1974er Nordamerika-Tournee aufgenommen. Zu dieser Zeit führte Arbeitsüberlastung zu Erschöpfung und Harrison erkrankte an Laryngitis und verlor seine Stimme. Sowohl bei der Aufnahme als auch bei den Konzerten war Harrison gesanglich stark eingeschränkt. Eine Reihe von Musikkritikern zählen Dark Horse zu einer von Harrisons besten Kompositionen nach der Trennung der Beatles und sind davon überzeugt, dass die Single weitaus erfolgreicher gewesen wäre, hätte Harrison eine bessere gesangliche Leistung abrufen können. Die Aufnahme spiegelt den Einfluss des Jazzfunk-Genre auf Harrison zu jener Zeit wider, was auch durch die Beteiligung von Musikern wie Tom Scott, Jim Horn, Billy Preston, Willie Weeks und Andy Newmark deutlich wird.
Harrison spielte Dark Horse sowohl bei seinen Konzerten während der 1974er Tournee als auch bei seinen Auftritten 1991 bei der gemeinsamen Japan-Tournee mit Eric Clapton – Harrisons einziger anderer Konzertreihe als Solokünstler. Eine Liveversion erschien 1992 auf dem Album Live in Japan. Es existieren außerdem Aufnahmen aus den 1970er Jahren, die bei Radio- und Fernsehauftritten von Harrison entstanden, die allerdings bislang nicht offiziell veröffentlicht wurden und nur auf Bootlegs erhältlich sind.

## Hintergrund und Entstehung
George Harrisons 1973er Album Living in the Material World war bei Kritikern auf geteilte Meinungen gestoßen. Stephen Holden vom Musikmagazin Rolling Stone lobte es als eine „Pop-religiöse Zeremonie für alle Jahreszeiten“ und einen „Gegenstand des Glaubens, wunderbar in seinem Glanz“, Im Gegensatz spottete der Kritiker des New Musical Express über den frommen Inhalt der Lieder und meinte abschließend: „So verdammt heilig, dass ich schreien könnte“. Obwohl das Album erneut ein kommerzieller Erfolg für Harrison war, und weiterhin die allgemeine Ansicht galt, er sei der fähigste der vier Ex-Beatles, ging die Kritik an seiner offen vertretenen Haltung zu Vishnuismus und Spiritualität in seiner Musik nicht spurlos an Harrison vorbei. Harrisons Kauf des Bhaktivedanta Manor früher im Jahr als Sitz für die ISKCON – bekannter als Hare-Krishna-Bewegung – hatte für Spott in der britischen Presse gesorgt. Vom Autor Joshua Greene, einem ehemaligen ISKCON-Anhänger, stammt eine Beschreibung eines Besuchs, den Harrison dem Anwesen im August 1973 abstattete, als der Musiker seine Besorgnis mit Bhaktivedanta Swami Prabhupada, dem internationalen Leiter der Bewegung, teilte: „Ich sorge für eine schädliche Reaktion. Je stärker mein Bekenntnis ist, desto stärker wird die Feindseligkeit.“
Zur gleichen Zeit zeichnete sich das Ende der Ehe mit Pattie Boyd ab, die ihn schließlich im Juli 1974 verließ, um mit dessen Freund Eric Clapton zusammenzuleben. Als Reaktion darauf nahm Harrison eine Coverversion des 1975er Hits Bye Bye Love von den Everly Brothers auf, die er mit einem neuen Text – in dem er auf die Affäre Bezug nahm – versah. Später nannte er dies „nur einen kleinen Scherz“ und beschrieb sein Verhalten während der letzten Jahre ihrer Ehe als seine „unartige Zeit, 1973–74“.
Der Biograf Ian Inglis schrieb über Harrisons Betroffenheit über die eher negativen Besprechungen für Living in the Material World: „Es überschnitt sich mit einer Phase extremer Unordnung und häufiger Seitensprünge in seinem Privatleben und die Kombination dieser zwei Quellen der Enttäuschung bewirkte eine Stimmung von Schwermut und Zynismus, die sich beständig einen Weg in seine nächsten musikalischen Projekte bahnte.“
Harrison schrieb Dark Horse 1973, offenbar um diejenigen, die ihn wegen Living in the Material World kritisiert hatten, zu widerlegen. Wie eine Reihe von Rezensenten des Dark-Horse-Albums, sieht auch Inglis die Komposition als eine Trotzreaktion von George Harrison auf die Trennung von Pattie Boyd. Harrisons Anmerkungen zu „Dark Horse“ in seiner 1980 veröffentlichten Autobiografie I, Me, Mine sind so „obskur wie der Text des Liedes“ schrieb der Theologe Dale Allison. Während der Ausdruck dark horse üblicherweise einen unwahrscheinlichen Gewinner oder Überraschungssieger bezeichnet, behauptet Harrison in I, Me, Mine, dass er sich dieser Bedeutung damals nicht bewusst gewesen sei. Der Text des Liedes handelt stattdessen von jemandem der heimliche sexuelle Beziehungen unterhält – entsprechend der Bedeutung von dark horse, wie sie Liverpool gebräuchlich ist.

‘Dark Horse’ is the old story. ‘Mr. Penguin’s poking Mrs. Johnson from the Co-op.’ ‘Oh really! … he’s a bit of a dark horse isn’t he?’ I didn’t know ’til later the other idea of a dark horse … I’m a bit thick really.

„‚Dark Horse‘ ist die alte Geschichte. ‚Herr Penguin hat was mit Frau Johnson von der Co-op am Laufen.‘ ‚Oh, wirklich? … er ist schon ein kleiner Casanova, nicht wahr?‘ Die andere Bedeutung von „Dark Horse“ im Sinne von Geheimfavorit oder Überraschungssieger habe ich erst später erkannt. Ich bin echt etwas begriffsstutzig.“

Der Harrison-Musikbiograf Simon Leng sieht Dark Horse als Ausdruck des Komponisten sich an seine Kritiker in einer neu kreierten Figur zu wenden. „Dieser ‚George‘ ist ein Mann, der seinen Lästeren stets einen Schritt voraus ist“, so Leng,„siegreich mit schnelleren Füßen und besseren Witzen. Kommentatoren, die versuchen, ihm etwas anzuhängen, tun dies auf eigene Gefahr, denn er wird sich vermutlich verändern und den am wenigsten erwarteten Kurs einschlagen.“ Im Refrain des Lieds bezeichnet sich Harrison als dunkles Pferd, das auf einer dunklen Rennbahn läuft (a dark horse / Running on a dark race course), als einen blauen Mond (a blue moon) und als lässigen Trottel, der die Quelle sucht (cool jerk looking for the source). Leng übersetzt diese Selbstdarstellung frei als „ein Einzelgänger“ und „ein schwer fassbarer, frecher Eigenbrötler“.
Während er den Text als „kriecherisch, wenn nicht etwas abwehrend“ beschreibt, glaubt Allmusics Lindsay Planer, dass die Anfangsstrophe sich mit der Situation zwischen Harrison und Boyd befasst:

“You thought that you knew where I was and when
Baby, looks like you’ve been fooling you again
You thought that you had got me all staked out
Baby, looks like I’ve been breaking out.”

„Du glaubtest zu wissen, wo ich war und wann
Schatz, es sieht so aus, als hättest du dich wieder einmal zum Narren gemacht
Du dachtest, du hättest mich lückenlos überwacht
Schatz, es sieht so aus, als wäre ich ausgebrochen.“

Planer sieht in den ätzenden Zeilen You thought you had got me in your grip / Baby, looks like you was not so smart (Du dachtest, du hättest mich fest in deinem Griff / Schatz, es scheint so, als wärst du nicht so gewieft) in Strophe 2 einen weiteren Beleg für seine Interpretation. Wie Planer macht auch Inglis ein drittes mögliches Ziel für Harrisons Hohn aus – seine früheren Kumpel John Lennon und Paul McCartney. Inglis stellt fest, dass Harrison in der letzten Strophe jene, die ihn in der Vergangenheit unterschätzt haben, darauf hinweist, dass seine Fähigkeiten nicht erst seit kurzem vorhanden sind:
Leng merkt an, dass diese Harrison-Figur 1976 auch in seiner Komposition This Song auftauchte, geschrieben als eine unbeschwerte Betrachtung seiner Mühen vor Gericht während der Plagiatsklage im Fall My Sweet Lord.

## Aufnahme

### Demoversion
Eine erste Aufnahme des Lieds entstand im November 1973 in Harrisons eigenem Tonstudio in seinem Anwesen Friar Park in Oxfordshire. Diese frühe Fassung von Dark Horse mit Harrison (Akustische Gitarre und Gesang), Klaus Voormann (E-Bass) und Ringo Starr (Schlagzeug) war nicht komplett und hatte ein langsameres Tempo als die später veröffentlichte Version. Harrison gab ein Tonband dieser Demoversion des Lieds zusammen mit Stücken von Ravi Shankar und Splinter, die er für sein geplantes eigenes Plattenlabel unter Vertrag nehmen wollte, an David Geffen weiter, mit dem er damals über einen möglichen Vertrieb über dessen Label Asylum Records verhandelte. Inspiriert von seinem Lied wählte Harrison den Namen Dark Horse Records für sein eigenes Label, das im Mai 1974 offiziell gegründet wurde und dessen Vertrieb zunächst von A&M Records übernommen wurde. Es folgte Harrisons Ankündigung einer gemeinsamen USA-Tournee mit Ravi Shankar – die erste Tournee in den USA eines ehemaligen Mitglieds der Beatles seit deren Tournee im Jahr 1966.

### Offizielle Version
Als Harrison im Oktober 1974 in Los Angeles eintraf, um sich für die bevorstehende Tournee vorzubereiten, waren die Arbeiten an seinem Album Dark Horse aufgrund von geschäftlichen Verpflichtungen, seiner Arbeit für die Künstler seines Labels und eines Lebensstils, den der Autor Simon Leng mit den Worten „one drink too many, too frequently“ beschrieb, weit hinter dem Zeitplan zurück. In den folgenden drei Wochen probte Harrison mit seiner Tour-Band, die unter anderem aus Tom Scott, Billy Preston, Jim Horn, Robben Ford, Willie Weeks und Andy Newmark bestand, in den Henson Recording Studios von A&M Records in der La Brea Avenue in Hollywood. Abends arbeitete er an der Vervollständigung der Aufnahmen, die in seinem Studio in Friar Park in aller Eile entstanden waren, ergänzte fehlenden Gesang und andere Overdubs. Auch das Lied Dark Horse sollte so fertiggestellt werden, aber da die Musiker der Tourband, es für die kommenden Auftritte ohnehin lernen mussten, entschied sich Harrison, den Titel komplett neu einzuspielen.
Schon vor seiner Ankunft in Los Angeles durch die vielfache Belastung erschöpft, verlor Harrison während der Proben seine Stimme und zog sich eine Laryngitis zu. Die Folgen waren auf den Aufnahmen deutlich zu hören, insbesondere der Gesang beim Lied Dark Horse litt unter Harrison nachlassender Stimme. Harrison und seine Tour-Band nahmen Dark Horse Ende Oktober 1974 live in einem Studio von A&M Records auf, Norm Kinney war dabei als Toningenieur verantwortlich. Lon und Derrek Van Eaton, wie Billy Preston ehemals bei Apple Records unter Vertrag und jetzt bei A&M Records verpflichtet, sangen später noch per Overdub ihre Backing Vocals ein.
Die offizielle Version von Dark Horse fällt zum einen durch ihr Arrangement auf, die Aspekte von Funk und Jazz einbezieht, zum anderen durch Harrisons Gesang, den er später mit dem von Louis Armstrong verglich. In Interviews meinte Harrison später, dass ihm das Ergebnis eigentlich recht gut gefalle, aber laut Andy Newmark sei Harrison besorgt gewesen, wie die Konzertbesucher auf seine heisere Stimme reagieren würden.
Unter der Leitung von Tom Scott sind auf der Aufnahme drei Flötisten zu hören, Billy Preston spielte das Elektrische Klavier und Robben Ford doppelte Harrisons mit Kapodaster gespielte akustische Gitarre, ähnlich wie es Pete Ham drei Jahre zuvor bei Here Comes the Sun während des Konzerts für Bangladesch getan hatte. Die aus Weeks und Newmark bestehende Rhythmusgruppe sorgte bei der Aufnahme für einen zeitgemäßeren Sound, als bei Harrisons letzten Soloveröffentlichungen, wo Harrison auf die Dienste von Klaus Voorman, Ringo Starr und/oder Jim Keltner zurückgegriffen hatte. Keltner spielte bei Dark Horse nur als Unterstützung für Newmark zusätzlich Hi-Hats. Außerdem spielte Emil Richards als Perkussionist bei der Aufnahme.

## Veröffentlichung
Dark Horse erschien am 18. November 1974 in den Nordamerika als Vorabauskopplung aus dem Album Dark Horse. Auf der B-Seite der Single (Katalognummer Apple 1877) befand sich die Harrison-Komposition I Don’t Care Anymore. Die Single war in einer weißen Hülle erhältlich, die auf der Vorderseite den Text des Lieds enthielt. Capitol Records, Apples US-Vertrieb verschickte eine um etwa eine Minute gekürzte Fassung als Promo-Single an Radiostationen in den USA.
Dark Horse erreichte mühelos die Top-20 der Billboard Hot 100. Beste Platzierung war schließlich Platz 15 am 11. Januar 1975, bevor die Single zwei Wochen später komplett aus den Charts verschwand. In Kanada, wo die Dark-Horse-Tournee am 2. November 1974 begonnen hatte, war die Hitparadenentwicklung für Dark Horse mit Platz 26 in den RPM 100 ähnlich enttäuschend. In Großbritannien war Dark Horse die zweite Singleauskopplung,. Sie erschien im Februar 1975 (Katalognummer Apple R 6001) mit dem Titel Hari’s on Tour (Express) auf der B-Seite. Überraschend konnte sich die Single nicht in den britischen Singlecharts platzieren, die damals nur die ersten 50 Plätze auswies. In Deutschland erschien die Single im Februar 1975 und erreichte Platz 46 in den Charts.
Wegen der Verzögerungen bei der Fertigstellung des Albums war es Capitol Records erst in der zweiten Dezemberwoche 1974, kurz vor dem Ende der Dark Horse Tour, möglich das Album auf den Markt zu bringen. Auf der Schallplatte war Dark Horse das zweite Stück auf Seite 2, nach Ding Dong, Ding Dong, der zweite Titel der als Single erhältlich war, und vor dem Soul-orientierten Far East Man. Das Album erschien in Deutschland vor der Single im Dezember 1974.
Dark Horse war 1976 Teil der Kompilation The Best of George Harrison, fehlte aber in der 2009 postum veröffentlichten Werkschau Let It Roll: Songs by George Harrison. Erstmals seit der CD-Veröffentlichung der Alben Dark Horse und The Best of George Harrison Anfang der 1990er Jahre, wurde das Lied 2014 im Rahmen der Veröffentlichung des Box-Sets The Apple Years 1968–75 remastert. Das Album enthält zudem eine bis dato unveröffentlichte akustische Demoversion von Dark Horse, die Harrison 1974 aufgenommen hatte, bevor er später im Jahr an Laryngitis erkrankte.

## Rezeption
In den USA kam das Lied als Single auf den Markt, während Harrison sich gerade mitten in seiner dortigen, von den Medien mit großen Interesse beachteten, Tournee mit Ravi Shankar befand. Die Folge war, dass sich die Kritiken hauptsächlich mit Harrisons heiserer Stimme befassten und schnell das Wortspiel Dark Hoarse entstand und häufige Verwendung fand (hoarse, englisch für heiser). In einigen Konzertkritiken fanden sich weitere abfällige Beschreibungen, Harrison „krächze“ sich durch Beatlesklassiker wie Something und In My Life. Noch fast drei Jahrzehnte später beklagte sich Greg Kot im Musikmagazin Rolling Stone über Harrisons angestrengte Stimme und sah Dark Horse als Fortsetzung von Harrisons herablassenden autobiografischen Stücken des Albums Living in the Material World wie The Light That Has Lighted the World.
Bob Woffinden kritisierte in seiner Besprechung des Albums Dark Horse im New Musical Express (NME) ebenfalls den Text des Liedes und verspottete Dark Horse als eine „Herabsetzung von Pattie [Boyd], eine Bestätigung von Harrisons männlichem Chauvinismus – er hatte stets die Oberhand“.
Billboard beschrieb das Lied als ein „gefälliges, akustisch geprägtes Stück“ mit einem „sofort ins Ohr gehenden Klang, der sowohl AM-Radiohörer als auch die eher ‚kritischen‘ Fans zufriedenstellen sollte“. Außerdem wurde die Verwendung der Flöten als „aufpeppendes“ Element der Aufnahme erwähnt. Im folgenden Monat fand sich in der Billboard-Besprechung zum Album Dark Horse der Hinweis, dass Harrison mit seinem Titelstück gut unterwegs sei und sah eine Menge FM-Radio-Potential für die Lieder des Albums.
In einer positiven Besprechung des Albums Dark Horse im US-amerikanischen Musikmagazin Circus Raves verteidigte Michael Gross die Harrison-Shankar-Tournee, die seiner Meinung zu Unrecht mit schlechter Presse zu kämpfen hätte. Dort würde eine neue, schrankenlose Musik geschaffen, die genauso mühelos musikalische Grenzen überwinde, wie die beteiligten Musiker nationale Grenzen überwunden hatten. Weiter schrieb Gross, dass das Lied Dark Horse durch das Flötenspiel von Chuck Findlay, Jim Horn und Scott Erinnerungen an das Weiße Album wachrufen würde.
Brian Harrigan vom Melody Maker empfand Harrisons raue Gesangsdarbietung als vorteilhaft und führte aus, dass sie Harrisons sonst so wenig beeindruckende Stimme erheblich verbessere und er auf dem Titelstück besonders gut singe. Harrigan sah Dark Horse als mit Abstand bestes Stück des Albums heraus und hob die Leistung von Newmark und Preston bei der Aufnahme hervor. Die NME-Musikkritiker Roy Carr und Tony Tyler schlossen sich 1975 in ihrem Buch The Beatles: An Illustrated Record dieser Meinung an und empfahlen es als einen Gesangsstil, der unbedingt weiter verfolgt werden sollte. Alan Clayson schrieb dem Lied einen „reibeisigen Reiz“ zu und sah im Gesang eine durchaus attraktive Mischung von McCartney und Rod Stewart.
Eine Anzahl von Kritikern zählen Dark Horse zu Harrisons besten Solo-Kompositionen. In seinem 1977 erschienenen Buch The Beatles Forever meinte Nicholas Schaffner, dass Dark Horse zu einer der erfolgreichsten Singles von Harrison hätte werden können, wenn er mit der Aufnahme nur bis zur Wiederherstellung seiner Stimme gewartet hätte. Sieben Jahre nach seiner negativen Besprechung im NME räumte Bob Woffinden ein, dass das Lied richtig gut hätte klingen können, wenn der Gesang gut gewesen wäre und es in einem anderen Kontext veröffentlicht worden wäre. Simon Leng beschrieb Dark Horse als einen flotten und gefälligen Hit, bedauerte aber, dass Harrison nicht die Gesangsspur der früher entstandenen Demoversion mit dem später in Los Angeles aufgenommenen Backing Track kombiniert hatte. Leng ist überzeugt, dass die Single erfolgreicher gewesen wäre, hätte der Sänger nicht geklungen wie die „Folterqualen eines Mannes, der Rasierklingen schluckt“. Dale Allison ist ein weiterer Vertreter dieser Ansicht, während der Harrison-Biograf Elliot Huntley fand, dass Dark Horse mit dem Lied So Sad als B-Seite eine hervorragende Nicht-Album-Single hätte sein können. Eine solche Single hätte Harrison ein ausreichendes Produkt zur Promotion seiner Tournee gegeben, ohne seine Karriere komplett aus der Bahn zu werfen, wie es das in zu großer Eile produzierte und von Harrisons angeschlagener Stimme belastete Album Dark Horse tat.

## Besetzung
- George Harrison – Gesang, Akustische Gitarre
- Billy Preston – Elektronisches Piano
- Robben Ford – akustische Gitarre
- Willie Weeks – E-Bass
- Andy Newmark – Schlagzeug
- Jim Keltner – Schlagzeug
- Tom Scott – Flöte
- Jim Horn – Flöte
- Chuck Findley – Flöte
- Emil Richards – Perkussion
- Derrek Van Eaton – Backing Vocals
- Lon Van Eaton – Backing Vocals

## Chartplatzierungen
| ChartsChartplatzierungen       | Höchstplatzierung | Wochen |
| ------------------------------ | ----------------- | ------ |
| Deutschland (GfK)              | 46 (2 Wo.)        | 2      |
| Vereinigte Staaten (Billboard) | 15 (10 Wo.)       | 10     |